# L'urlo dei comanches
L'urlo dei comanches (Fort Dobbs) è un film del 1958 diretto da Gordon Douglas.
È un western statunitense con Clint Walker, Virginia Mayo e Brian Keith.

## Produzione
Il film, diretto da Gordon Douglas su una sceneggiatura e un soggetto di Burt Kennedy e George W. George, fu prodotto da Martin Rackin per la Warner Bros. e girato a Moab e a Kanab, Utah, da metà luglio a metà agosto 1957. Il titolo di lavorazione fu Fifteen Bullets from Fort Dobbs.

## Distribuzione
Il film fu distribuito con il titolo Fort Dobbs negli Stati Uniti dal 18 aprile 1958 al cinema dalla Warner Bros.
Altre distribuzioni:
- in Giappone il 6 maggio 1958
- in Austria nell'agosto del 1958 (Im Höllentempo nach Fort Dobbs)
- in Finlandia il 12 dicembre 1958 (15 laukausta)
- in Svezia il 23 gennaio 1959 (15 kulor från Fort Dobbs)
- in Spagna il 18 aprile 1965 (Madrid) (Quince balas)
- in Germania Ovest il 29 luglio 1972 (in TV) (Im Höllentempo nach Fort Dobbs)
- in Brasile (O Rifle de 15 Tiros)
- in Francia (Sur la piste des Comanches)
- in Grecia (Poliorkimeno ohyro)
- in Grecia (Prosklitirio ekdikiton)
- in Italia (L'urlo dei comanches)
- in Portogallo (Vencer ou Morrer)

## Promozione
Le tagline sono:
- A Battle Scorched Outpost Cut Off from the West...And Only His Bullets Could Rivet It Back In!
- Getting There Was MURDER-Getting Out Was Hell!